# Borom Sarret
Borom Sarret è un cortometraggio del 1963. Opera prima dello scrittore e regista Ousmane Sembène è considerato il primo film africano. Vincitore del Premio Opera Prima al Festival di Tours, denuncia con lirismo la ghettizzazione in atto nelle metropoli africane, ribaltando con crudo realismo l'immagine stereotipata e denigrante dell'Africa veicolata dai film etnografici e propagandistici prodotti e diffusi dai paesi colonizzatori.

## Trama
Borom Sarret  narra la giornata lavorativa di un povero carrettiere di Dakar. I clienti sono numerosi, molti non pagano nemmeno. Per il pranzo il carrettiere si accontenta di una noce di cola e ad un griot, che gli canta le storie dei suoi antenati, offre tutti i soldi guadagnati durante la mattinata. Molte ore di lavoro ancora lo attendono, ma la polizia gli sequestra il carretto, perché, per soddisfare un ricco cliente, ha osato oltrepassare il confine invisibile che separa la città dei poveri dai quartieri alti.

## Tematica e stile
Ousmane Sembène inserisce, in una struttura lineare che utilizza i codici del realismo, immagini e personaggi simbolici, innalzando a metafora il racconto della quotidianità e riuscendo ad esprimere con grande potenza espressiva la condizione di sfaldamento e ricerca dell'uomo africano post indipendenza. Nel suo itinerario il carrettiere incontra personaggi che simboleggiano due sistemi di valore opposti. Agli abitanti della Medina che si rapportano al protagonista con solidarietà e comprensione si contrappongono i rappresentanti del Plateau e della società senegalese “occidentalizzata” che non rispettano più i valori tradizionali. La diversità tra i due mondi è sottolineata dai movimenti della macchina da presa che alterna panoramiche verticali sui grattacieli del Plateau a panoramiche orizzontali che esplorano le baracche della Medina. Il montaggio lavora sugli opposti, giustapponendo immagini e suoni delle due città. Un doppio spazio che è metafora dell'opposizione tra Africa e Occidente e Tradizione e Modernità, tematica centrale di gran parte della cinematografia africana.